# Margès
 Margès  là một xã thuộc tỉnh Drôme trong vùng Auvergne-Rhône-Alpes đông nam nước Pháp. Xã Margès nằm ở khu vực có độ cao trung bình 245 mét trên mực nước biển.